# Бишоп, Дэн
Джеймс Дэниел Бишоп (англ. James Daniel Bishop; род. 1 июля 1964 года) — американский адвокат и политик, являющийся представителем США в 8-м избирательном округе Северной Каролины с 2019 года. Его округ включает в себя южно-центральные округа Мекленберг, Юнион, Ансон, Ричмонд, Скотленд, Робсон, Хок и южную часть округа Мур. Он работал в Палате представителей Северной Каролины с 2015 по 2017 год и в Комиссии округа Мекленберг с 2005 по 2009 год. Он работал в Сенате штата Северная Каролина с 2017 по 2019 год.
10 сентября 2019 года Бишоп победил на специальных выборах в Палату представителей США, набрав 50,7 % голосов против 48,7 % у Дэна Маккриди.
Бишоп баллотировался на переизбрание в 2022 году в 8-м избирательном округе Северной Каролины после переписи 2020 года и последующего судебного разбирательства, оспаривающего карты, составленные Генеральной Ассамблеей. На выборах в Конгресс США 2022 года Бишоп был переизбран, набрав 69,9 % голосов.
10 декабря 2024 года Дональд Трамп опубликовал в социальной сети Truth Social сообщение о том, что он назначит Бишопа на должность заместителя директора Управления по управлению и бюджету.

## Биография

### Ранняя жизнь и образование
Бишоп получил степень бакалавра наук в области делового администрирования в Университете Северной Каролины в Чапел-Хилл в 1986 году и степень доктора права в Школе права Университета Северной Каролины в 1990 году.

### Комиссия округа и Палата представителей Северной Каролины (2005—2016)

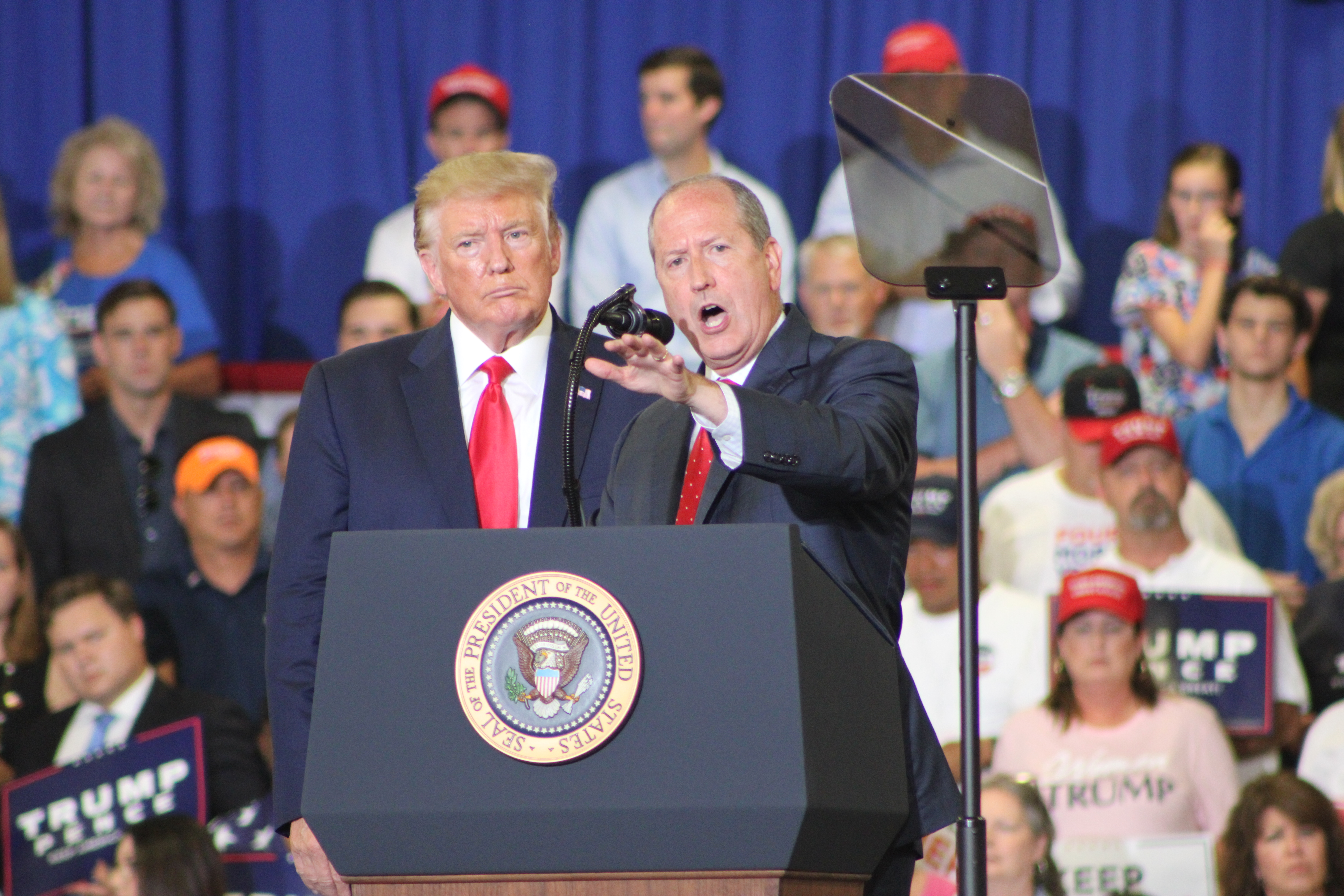
Бишоп с президентом Дональдом Трампом в сентябре 2019 года

Бишоп был членом Комиссии округа Мекленберг с 2004 по 2008 год. После шестилетнего отсутствия в политике он был избран в Палату представителей Северной Каролины от округа Южный Шарлотт на один срок (2015-17), баллотируясь против либертарианского оппонента Эрика Кейбла, но без демократического. Округом Бишопа был 104-й округ Палаты представителей. Он сменил Рут Самуэльсон, которая вышла из Палаты представителей.

### Сенат штата Северная Каролина
Бишоп выиграл свое место в Сенате штата Северная Каролина по округу 39 в ноябре 2016 года, сменив Боба Ручо, который не стремился к переизбранию. Он получил 58 739 голосов (52,81 %), победив демократа Ллойда Шера, который получил 44 655 (47,19 %).
Во время законодательной сессии 2017-18 годов Бишоп был сопредседателем Комитета по судебной реформе и перераспределению избирательных округов, был заместителем председателя Комитета по выборам и членом нескольких других комитетов.

### Палата представителей США
14 марта 2019 года Бишоп принял участие в специальных выборах в 9-м избирательном округе. Он выиграл республиканские праймериз 14 мая, набрав 47 % голосов. Выборы были объявлены после того, как результаты регулярных выборов были аннулированы из-за нарушений с заочным голосованием в восточной части округа. Кандидат от республиканцев на этом конкурсе Марк Харрис победил демократа Дэна Маккриди с перевесом в 905 голосов, что стало самой тесной гонкой в округе за последние десятилетия. Большая часть доли округа в округе Мекленберг не была представлена демократами с 1953 года, а 9-й округ постоянно находился в руках республиканцев с тех пор, как был сформирован как округ Шарлотт в 1963 году.
На всеобщих выборах 10 сентября Бишоп победил Маккриди, 50,7 % против 48,7 %.
Бишоп вступил в должность 17 сентября 2019 года.
Бишоп, вместе со всеми другими республиканцами Сената и Палаты представителей, проголосовал против Закона о плане спасения Америки 2021 года.
Бишоп был среди 71 республиканца, проголосовавших против окончательного принятия Закона о фискальной ответственности 2023 года в Палате представителей.

### Президентские выборы 2020 года
В декабре 2020 года Бишоп был одним из 126 республиканцев-членов Палаты представителей, подписавших amicus brief в поддержку дела Техас против Пенсильвании, иска, поданного в Верховный суд США, в котором оспаривались результаты президентских выборов 2020 года, в которых было объявлено, что Байден победил Трампа. Верховный суд отказался рассматривать дело на том основании, что Техас не имел права в соответствии со статьей III Конституции оспаривать результаты выборов, проведенных другим штатом.
6 января 2021 года Бишоп был одним из 147 законодателей-республиканцев, которые возражали против подтверждения результатов голосования выборщиков на президентских выборах 2020 года после того, как толпа сторонников Трампа ворвалась в Капитолий США и вынудила Конгресс объявить внеочередные каникулы. Позже в том же месяце он проголосовал против попытки импичмента Трампа, которая в итоге не удалась.

#### Ирак
В июне 2021 года Бишоп был одним из 49 республиканцев Палаты представителей, проголосовавших за отмену AUMF против Ирака.

#### Израиль
Бишоп проголосовал за предоставление Израилю поддержки после нападения признанными в США террористической организацией ХАМАС на Израиль в 2023 году.

#### Сирия
В 2023 году Бишоп был среди 47 республиканцев, проголосовавших за резолюцию H.Con.Res. 21, которая предписывала президенту Джо Байдену вывести американские войска из Сирии в течение 180 дней.

#### Оборона
Бишоп был среди 19 республиканцев Палаты представителей, проголосовавших против окончательного принятия Закона о национальной обороне 2022 года.
В июле 2022 года Бишоп был единственным республиканцем Палаты представителей, проголосовавшим за поправку, которая сократила бы предлагаемый оборонный бюджет на 100 миллиардов долларов. В тот же день Бишоп был одним из 14 республиканцев, проголосовавших за отдельную поправку, которая отменила бы предложенное увеличение расходов на оборону на 37 миллиардов долларов.

#### Иммиграция
Бишоп проголосовал против Закона о дополнительных консолидированных ассигнованиях 2020 года, который разрешает Министерству внутренней безопасности почти удвоить количество доступных виз H-2B на оставшуюся часть 2020 финансового года.
Бишоп проголосовал против Закона о консолидированных ассигнованиях (H.R. 1158).